# Mysteromyia
Mysteromyia – wymarły rodzaj owadów z rzędu muchówek, jedyny z rodziny Mysteromyiidae. Obejmuje tylko jeden znany gatunek: Mysteromyia plumosa.
Rodzaj i gatunek typowy zostały opisane w 2016 roku przez Davida Grimaldiego. Opisu dokonano na podstawie inkluzji samicy pochodzącej z wczesnego cenomanu w kredzie, znalezionej na terenie Mjanmy. Takson ten umieszczono w monotypowej rodzinie Mysteromyiidae w obrębie muchówek krótkoczułkich i Eremoneura. Odrzucono możliwość przynależności do muchówek łękorysych i nie znaleziono dowodów wskazujących na przynależność do Empidoidea, stąd zrezygnowano z klasyfikacji owej rodziny do infrarzędu lub nadrodziny.
Muchówka ta miała ciało długości 3,48 mm oraz skrzydła długości 2 mm. Głowa jej była szeroka z poszerzonym czołem i częścią twarzową, szersza od tułowia. Oczy złożone były rozstawione na odległość większą niż dwukrotność ich szerokości mierzonej w widoku z przodu. W widoku bocznym zarys oczu był półkulisty. Na głowie brak było większych szczecin, przyoczek, płytki półksiężycowatej, ryjka i głaszczków. Czułki zbudowane były z bardzo krótkich trzonka i nóżki, dużego pierwszego człona biczyka, małego drugiego człona biczyka oraz dużej, pierzastej aristy z kieszonkowatymi nasadami odgałęzień.
Tułów był nieco dłuższy niż szerszy, pozbawiony większych szczecin, na spodzie z obszernymi rejonami błoniastymi. Postpronotum miało formę dwóch małych, szeroko rozstawionych płatów. Trzy duże, podługowate guzki zdobiły przednią część skutum. Kształt tarczki był pięciokątny. Skrzydła były jajowate w zarysie, pozbawione pterostigmy, o dobrze wykształconych płatkach skrzydłowych i łuseczkach skrzydłowych. Użyłkowanie skrzydła cechowały: kompletna żyłka subkostalna, mała i kompletna komórka posterokubitalna, silnie zesklerotyzowane i niezlane ze sobą żyłki radialne R1 i R2+3 oraz słabo zaznaczona i wolna żyłka radialna R4+5 oraz słabo zaznaczone i równoległe w przebiegu do poprzedniej żyłka medialna i żyłki kubitalne. Smukłe odnóża odznaczały  się barakiem ostróg na goleniach i dobrze rozwiniętymi pazurkami, małymi i smukłymi przylgami oraz szczeciniastymi empodiami na stopach.
Odwłok był smukły i dłuższy od reszty ciała, na spodzie całkiem błoniasty i pozbawiony sternitów. Cechy płciowe samicy obejmowały obecność drobnych kolców na krawędzi tylnej dziesiątego segmentu odwłoka oraz jednoczłonowe przysadki odwłokowe.